# ایلینگن (زارلاند)
ایلینگن (به آلمانی: Illingen) یک منطقهٔ مسکونی در آلمان است که در نوین کیرشن واقع شده‌است. ایلینگن ۱۷٬۹۹۹ نفر جمعیت دارد.